# Ами ако...?
„Ами ако...?“ (на английски: What If...?) е американски анимационен сериал, създаден от Ей Си Брадли.
Базиран е върху персонажите на Марвел Комикс. Първият сезон излиза по Disney+ на 11 август 2021 г. Всеки епизод се съсредоточи върху алтернативни сценарии на филмите на Марвел, като актьорите от филмите си озвучават героите. Сериалът е част от Киновселената на Марвел.
Това е четвъртият сериал от Марвел Студио и всеки епизод следва различни герои от филмите в алтернативни сценарии, събитията са разказвани от Уату / Наблюдателя, който е от раса извънземни които наблюдават мултивселената. Първият сезон се състои от 9 епизода и е част от Четвърта фаза. Вторият сезон състои от 9 епизода и е част от Пета Фаза. Сериалът е подновен за трети и последен сезон, който също е част от Пета фаза.

## Главни герои
- Джефри Райт – Уату / Наблюдателя

## Общ преглед
|  | 1 | 9 | 11 август 2021 г.   | 6 октомври 2021 г.  |
|  | 2 | 9 | 22 декември 2023 г. | 30 декември 2023 г. |
|  | 3 | 8 | 22 декември 2024 г. | 29 декември 2024 г. |

## Епизоди

### Сезон 1: 2021
| № | # | Заглавие | Режисура      | Сценарий                  | Първо излъчване      | Първо излъчване      | Рейтинг (в милиони) |
| --- | - | --- | ------------- | ------------------------- | -------------------- | -------------------- | ------------------- |
| 1 | 1 | Ами ако... Капитан Картър беше първият отмъстител? ("What If... Captain Carter Were the First Avenger?")                             | Брайън Андрюс | Ей Си Брадли              | 11 август 2021 г.    | 11 август 2021 г.    | Излъчен онлайн      |
| Хейли Атуел – Пеги Картър / Капитан Картър Джош Кийтън– Стив Роджърс / Разбивач на Хидра Доминик Купър – Хауърд Старк Брадли Уитфорд – Джон Флин Рос Маркуанд – Йохан Шмит / Червения череп Стенли Тучи – Айбрахам Ърскайн Тоби Джоунс – Арним Зола Себастиан Стан – Джеймс „Бъки“ Барнс Нийл МакДоноу – Тимъти „Дум Дум“ Дъган Самюъл Джаксън – Ник Фюри Джереми Ренър – Клинт Бартън / Ястребово око Неговорещи персонажи: Джим Морита и генерал Честър Филипс |   | |               |                           |                      |                      |                     |
| 2 | 2 | Ами ако... Т'Чала беше станал Звездния повелител? ("What If... T'Challa Became a Star-Lord?")                                        | Брайън Андрюс | Матю Чанси                | 18 август 2021 г.    | 18 август 2021 г.    | Излъчен онлайн      |
| Чадуик Боузман – Т'Чала / Стар-Лорд Майкъл Рукър – Йонду Удонта Джимон Хонсу – Корат Преследвача Джош Бролин – Танос Карън Гилън – Небюла Шон Гън – Краглин Крис Съливан – Тейзърфейс Бенисио дел Торо – Танилир Тиван / Колекционера Офелия Ловибонд – Карина Том Вогън-Лаулър – Ебони Мау Кери Кун – Проксима Миднайт Фред Татаскиор – Дракс и Корвус Глейв Сет Грийн – Патока Хауърд Джон Кани – Крал Т'Чака Данай Гурира – Окойе Брайън Т. Дилейни – Питър Куил Кърт Ръсел – Его Неговорещи персонажи: Кул Обсидиан, Козмо, Шури, кралица Рамонда и Уа'Каби |   | |               |                           |                      |                      |                     |
| 3 | 3 | Ами ако... светът беше загубил най-великите си герои? ("What If... the World Lost Its Mightiest Heroes?")                            | Брайън Андрюс | Ей Си Брадли и Матю Чанси | 25 август 2021 г.    | 25 август 2021 г.    | Излъчен онлайн      |
| Самюел Джаксън – Ник Фюри Кларк Грег – Фил Колсън Том Хидълстън – Локи Лейк Бел – Наташа Романов / Черната вдовица Джереми Ренър – Клинт Бартън / Ястребово око Марк Ръфало – Брус Банър / Хълк Мик Уингерт – Тони Старк / Железния човек Майкъл Дъглас – Ханк Пим / Жълтото яке Джейми Александър – Сиф Франк Грило – Брок Ръмлоу Стефани Панисело – Бети Рос Майк Макгил – генерал Тадиъс Рос Александра Даниълс – Каръл Денвърс / Капитан Марвел Неговорещи персонажи: Тор, Волстаг, Фандрал и Хогун |   | |               |                           |                      |                      |                     |
| 4 | 4 | Ами ако... Доктор Стрейндж беше изгубил сърцето вместо ръцете си? ("What If... Doctor Strange Lost His Heart Instead of His Hands?") | Брайън Андрюс | Ей Си Брадли              | 1 септември 2021 г.  | 1 септември 2021 г.  | Излъчен онлайн      |
| Бенедикт Къмбърбач – Стивън Стрейндж / Доктор Стрейндж Рейчъл Макадамс – Кристин Палмър Бенедикт Уонг – Уонг Тилда Суинтън – Древната Лесли Биб – Кристин Евърхарт Неговорещи персонажи: Дормаму |   | |               |                           |                      |                      |                     |
| 5 | 5 | Ами ако... зомбита!? ("What If... Zombies!?")                                                                                        | Брайън Андрюс | Матю Чанси                | 8 септември 2021 г.  | 8 септември 2021 г.  | Излъчен онлайн      |
| Марк Ръфало – Брус Банър / Хълк Хъдзън Теймс – Питър Паркър / Спайдър-Мен Еванджелин Лили – Хоуп ван Дайн Себастиан Стан – Джеймс „Бъки“ Барнс / Зимният войник Данай Гурира – Окойе Емили Ванкамп – Шарън Картър / Агент 13 Дейвид Дастмалчиан – Кърт Джон Фавро – Хепи Хоган Пол Ръд – Скот Ланг / Ант-Мен Чадуик Боузман – Принц Т'Чала / Черната пантера Пол Бетани – Вижън Том Вогън-Лаулър – Ебони Мау Джош Кийтън – Стив Роджърс / Капитан Америка Неговорещи персонажи: Ханк Пим, Джанет ван Дайн, Кул Обсидиан, Тони Старк / Железния човек, Стивън Стрейндж / Доктор Стрейндж, Уонг, Наташа Романов / Черната вдовица, Клинт Бартън / Ястребово око, Сам Уилсън / Сокола, Уанда Максимоф / Алената вещица и Танос                                                                 |   | |               |                           |                      |                      |                     |
| 6 | 6 | Ами ако... Килмонгър беше спасил Тони Старк? ("What If... Killmonger Rescued Tony Stark?")                                           | Брайън Андрюс | Матю Чанси                | 15 септември 2021 г. | 15 септември 2021 г. | Излъчен онлайн      |
| Майкъл Джордан – Н'Джадака / Ерик Стивънс / Килмонгър / Черната пантера Мик Уингерт – Тони Старк / Железния човек Чадуик Боузман – Принц Т'Чала / Черната пантера Дон Чийдъл – Джеймс „Роуди“ Роудс Джон Фавро – Хепи Хоган Бет Хойт – Пепър Потс Пол Бетани – Д.Ж.А.Р.В.И.С. Данай Гурира – Окойе Джон Кани – Крал Т'Чака Анджела Басет – Кралица Рамонда Озиома Акага – Шури Майк Макгил – генерал Тадиъс Рос Лесли Биб – Кристин Евърхарт Анди Съркис – Юлисиъс Клоу Киф Ванденхювъл – Обадая Стейн Неговорещи персонажи: Айо |   | |               |                           |                      |                      |                     |
| 7 | 7 | Ами ако... Тор беше единствено дете? ("What If... Thor Were an Only Child?")                                                         | Брайън Андрюс | Ей Си Брадли              | 22 септември 2021 г. | 22 септември 2021 г. | Излъчен онлайн      |
| Крис Хемсуърт – Тор Натали Портман – Джейн Фостър Кат Денингс – Дарси Луис Том Хидълстън – Локи Александра Даниълс – Керъл Денвърс / Капитан Марвел Самюел Джаксън – Ник Фюри Кларк Грег – Фил Колсън Коби Смолдърс – Мариа Хил Франк Грило – Брок Ръмлоу Джозет Иълс – Фрига Карън Гилън – Небюла Джеф Голдблум – Ен Дуи Гаст / Властелина Рейчъл Хаус – Топаз Кланси Браун – Суртур Тайка Уайтити – Корг Джейми Александър – Сиф Фред Татаскиор – Дракс и Волстаг Дейвид Чен – Хогун Макс Мителман – Фандрал Сет Грийн – Патока Хауърд Неговорещи персонажи: Один, Лофи, Хаймдал, Скурдж, Брунхилда / Валкирия, Йонду Удонта, Ракета, Мантис и Ултрон |   | |               |                           |                      |                      |                     |
| 8 | 8 | Ами ако... Ултрон беше победил? ("What If... Ultron Won?")                                                                           | Брайън Андрюс | Матю Чанси                | 29 септември 2021 г. | 29 септември 2021 г. | Излъчен онлайн      |
| Рос Маркуанд – Ултрон Лейк Бел – Наташа Романов / Черната вдовица Джереми Ренър – Клинт Бартън / Ястребово око Тоби Джоунс – Арним Зола Джош Кийтън – Стив Роджърс / Капитан Америка Мик Уингерт – Тони Старк / Железния човек Александра Даниълс – Каръл Денвърс / Капитан Марвел Бенедикт Къмбърбач – Стивън Стрейндж / Доктор Стрейндж Неговорещи персонажи: Брус Банър / Хълк, Тор, Тадиъс Рос, Танос, Питър Куил / Стар-Лорд, Гамора, Дракс, Корг, Ен Дуи Гаст / Властелина и Его |   | |               |                           |                      |                      |                     |
| 9 | 9 | Ами ако... Наблюдателя беше нарушил клетвата си? ("What If... the Watcher Broke His Oath?")                                          | Брайън Андрюс | Ей Си Брадли              | 6 октомври 2021 г.   | 6 октомври 2021 г.   | Излъчен онлайн      |
| Рос Маркуанд – Ултрон Хейли Атуел – Пеги Картър / Капитан Картър Чадуик Боузман – Т'Чала / Стар-Лорд Лейк Бел – Наташа Романов / Черната вдовица Бенедикт Къмбърбач – Стивън Стрейндж / Доктор Стрейндж Крис Хемсуърт – Тор Синтия Макуилямс – Гамора Майкъл Джордан – Н'Джадака / Ерик Стивънс / Килмонгър / Черната пантера Тоби Джоунс – Арним Зола Джордж Сейнт Пиер – Джордж Батрок Франк Грило – Брок Ръмлоу Том Хидълстън – Локи Кърт Ръсел – Его Самюел Джаксън – Ник Фюри Мик Уингерт – Тони Старк / Железния човек Брайън Т. Дилейни – Питър Куил Озиома Акага – Шури Неговорещи персонажи: Стив Роджърс / Капитан Америка, Клинт Бартън / Ястребово око, Сам Уилсън / Сокола, Уанда Максимоф / Алената вещица, Каръл Денвърс / Капитан Марвел, Пепър Потс, Джейн Фостър и Ейтри. |   | |               |                           |                      |                      |                     |

### Сезон 2: 2023
| № | # | Заглавие | Режисура      | Сценарий                   | Първо излъчване     | Първо излъчване     | Рейтинг (в милиони) |
| --- | - | --- | ------------- | -------------------------- | ------------------- | ------------------- | ------------------- |
| 10 | 1 | Ами ако... Небюла се беше присъединила към корпуса Нова? ("What If... Nebula Joined the Nova Corps?")                           | Стефан Франк  | Матю Чанси                 | 22 декември 2023 г. | 22 декември 2023 г. | Излъчен онлайн      |
| Карън Гилън – Небюла Сет Грийн – Патока Хауърд Фред Татаскиор – Грут и Дракс Тайка Уайтити – Корг Джуд Лоу – Йон-Рог Майкъл Рукър – Йонду Удонта Джулиан Гросман – Ирани Раел / Нова Прайм Питър Серафиновиц – Гартан Саал Неговорещи персонажи: Ронан Обвинителят, Мийк |   | |               |                            |                     |                     |                     |
| 11 | 2 | Ами ако... Питър Куил беше нападнал най-великите герои на Земята? ("What If... Peter Quill Attacked Earth's Mightiest Heroes?") | Брайън Андрюс | Матю Чанси                 | 23 декември 2023 г. | 23 декември 2023 г. | Излъчен онлайн      |
| Мейс Монтгомъри Мискел – Питър Куил Майкъл Дъглас – Ханк Пим / Ант-ман Хейли Атуел – Пеги Картър Джон Слатъри – Хауърд Старк Крис Хемсуърт – Тор Лорънс Фишбърн – Бил Фостър / Голиат Себастиан Стан – Джеймс „Бъки“ Барнс / Зимният войник Атандуа Кани – Т'Чака / Черната Пантера Кери Томбазиан – Уенди Лаусън / Мар-Вел Маделин Макграу – Хоуп ван Дайн Кърт Ръсел – Его Неговорещи персонажи: Йонду Удонта, Краглин Обфонтери, Тейзърфейс, Гуус. |   | |               |                            |                     |                     |                     |
| 12 | 3 | Ами ако... Хепи Хоган беше спасил Коледа? ("What If... Happy Hogan Saved Christmas?")                                           | Брайън Андрюс | Ей Си Брадли и Матю Чанси  | 24 декември 2023 г. | 24 декември 2023 г. | Излъчен онлайн      |
| Джон Фавро – Хепи Хоган Кат Денингс – Дарси Луис Коби Смолдърс – Мария Хил Сам Рокуел – Джъстин Хамър Мик Уингерт – Тони Старк / Железния човек Марк Ръфало – Брус Банър / Хълк Лейк Бел – Наташа Романов / Черната вдовица Джереми Ренър – Клинт Бартън / Ястребово око Джош Кийтън – Стив Роджърс / Капитан Америка Крис Хемсуърт – Тор |   | |               |                            |                     |                     |                     |
| 13 | 4 | Ами ако... Железния човек се беше сблъскал с Властелина? ("What If... Iron Man Crashed into the Grandmaster?")                  | Брайън Андрюс | Ей Си Брадли               | 25 декември 2023 г. | 25 декември 2023 г. | Излъчен онлайн      |
| Мик Уингерт – Тони Старк / Железния човек Синтия Макуилямс – Гамора Теса Томпсън – Брунхилда / Валкирия Тайка Уайтити – Корг Джеф Голдблум – Ен Дуи Гаст / Властелина Рейчъл Хаус – Топаз Джош Бролин – Танос |   | |               |                            |                     |                     |                     |
| 14 | 5 | Ами ако... Капитан Картър се беше изправила срещу Разбивача на Хидра? ("What If... Captain Carter Fought the Hydra Stomper?")   | Брайън Андрюс | Ей Си Брадли               | 26 декември 2023 г. | 26 декември 2023 г. | Излъчен онлайн      |
| Хейли Атуел – Пеги Картър / Капитан Картър Лейк Бел – Наташа Романов / Черната вдовица Джош Кийтън– Стив Роджърс / Разбивач на Хидра Себастиан Стан – Джеймс „Бъки“ Барнс Самюел Джаксън – Ник Фюри Франк Грило – Брок Ръмлоу Рейчъл Уайз – Мелина Востокоф Елизабет Олсън – Уанда Максимоф / Алената вещица Неговорещи персонажи: Тони Старк / Железния човек, Тор, Клинт Бартън / Ястребово око, Хоуп ван Дайн / Осата |   | |               |                            |                     |                     |                     |
| 15 | 6 | Ами ако... Кахори беше пресъздала света? ("What If... Kahhori Reshaped the World?")                                             | Брайън Андрюс | Райън Лидъл                | 27 декември 2023 г. | 27 декември 2023 г. | Излъчен онлайн      |
| Девери Джейкъбс – Кахори Бенедикт Къмбърбач – Стивън Стрейндж / Върховния Стрейндж Кланси Браун – Суртур Джеф Бергман – Один |   | |               |                            |                     |                     |                     |
| 16 | 7 | Ами ако... Хела беше намерила Десетте пръстена? ("What If... Hela Found the Ten Rings?")                                        | Брайън Андрюс | Матю Чанси                 | 28 декември 2023 г. | 28 декември 2023 г. | Излъчен онлайн      |
| Кейт Бланшет – Хела Джеф Бергман – Один Феодор Чин – Су Уенву / Мандарина Идрис Елба – Хаймдал Пол Ръд – Скот Ланг / Ант-Мен Неговорещи персонажи: Гамора, Танос |   | |               |                            |                     |                     |                     |
| 17 | 8 | Ами ако... Отмъстителите бяха форимарини през 1602-ра? ("What If... the Avengers Assembled in 1602?")                           | Брайън Андрюс | Ей Си Брадли и Райън Лидъл | 29 декември 2023 г. | 29 декември 2023 г. | Излъчен онлайн      |
| Хейли Атуел – Пеги Картър / Капитан Картър Самюел Джаксън – Ник Фюри Елизабет Олсън – Уанда Максимоф / Алената вещица Крис Хемсуърт – Тор Том Хидълстън – Локи Марк Ръфало – Брус Банър / Хълк Джон Фавро – Хепи Хоган Мик Уингерт – Тони Старк Джош Кийтън – Стив Роджърс / Капитан Америка / Роджърс Худ Себастиан Стан – Джеймс „Бъки“ Барнс / Зимния войник Кейт Бланшет – Хела Бенедикт Къмбърбач – Стивън Стрейндж / Върховния Стрейндж Неговорещи персонажи: Йохан Шмидт / Червения череп, Танос                                                                                            |   | |               |                            |                     |                     |                     |
| 18 | 9 | Ами ако... Върховния Стрейндж се беше намесил? ("What If... Strange Supreme Intervened?")                                       | Брайън Андрюс | Матю Чанси                 | 30 декември 2023 г. | 30 декември 2023 г. | Излъчен онлайн      |
| Хейли Атуел – Пеги Картър / Капитан Картър Бенедикт Къмбърбач – Стивън Стрейндж / Върховния Стрейндж Девери Джейкъбс – Кахори Кейт Бланшет – Хела Феодор Чин – Су Уенву / Мандарина Кланси Браун – Суртур Джош Кийтън – Стив Роджърс Стенли Тучи – Айбрахам Ърскайн Неговорещи персонажи: Питър Куил / Стар-лорд, Хепи Хоган, Танилир Тиван / Колекционера, Н'Джадака / Ерик Стивънс / Килмонгър / Черната пантера, Ултрон, Енота Рокет, Корвус Глейв, Проксима Миднайт, Ебони Мау, Кул Обсидиан, Брус Банър / Хълк, Тор, Джон Флин, Кристин Палмър, Локи, Танос, Уанда Максимов / Алената вещица. |   | |               |                            |                     |                     |                     |

### Сезон 3: 2024
| № | # | Заглавие | Режисура                     | Сценарий                                  | Първо излъчване     | Първо излъчване     | Рейтинг (в милиони) |
| --- | - | --- | ---------------------------- | ----------------------------------------- | ------------------- | ------------------- | ------------------- |
| 19 | 1 | Ами ако... Хълк се беше сборил с Отмъстителите? ("What If... the Hulk Fought the Mech Avengers?")                 | Стефан Франк                 | Ей Си Брадли, Брайън Андрюс и Райън Лидъл | 22 декември 2024 г. | 22 декември 2024 г. | Излъчен онлайн      |
| Антъни Маки – Сам Уилсън / Капитан Америка Марк Ръфало – Брус Банър / Хълк / Мега-Хълк Тейона Парис – Моника Рамбо Себастиан Стан – Джеймс „Бъки“ Барнс / Зимния войник Дейвид Харбър – Алексей Шостаков / Червения пазител Симу Лиу – Су Шан-Чи Оскар Айзък – Марк Спектър / Лунния рицар Кари Уолгрийн – Мелина Востокоф Британи Адебумола – Накия Неговорещи персонажи: Тони Старк / Железния човек, Стив Роджърс / Капитан Америка, Тор, Наташа Романов / Черната вдовица, Клинт Бартън / Ястребово око, Сара Уилсън               |   | |                              |                                           |                     |                     |                     |
| 20 | 2 | Ами ако... Агата беше отишла в Холивууд? ("What If... Agatha Went to Hollywood?")                                 | Брайън Андрюс                | Брайън Андрюс, Матю Чанси и Райън Лидъл   | 23 декември 2024 г. | 23 декември 2024 г. | Излъчен онлайн      |
| Катрин Хан – Агата Харкнес Кумаил Нанджиани – Кинго Доминик Купър – Хауърд Старк Джеймс Д'Арси – Едвин Джарвис Дейвид Кай – Аришем Съдията |   | |                              |                                           |                     |                     |                     |
| 21 | 3 | Ами ако... Червения пазител беше спрял Зимния войник? ("What If... the Red Guardian Stopped the Winter Soldier?") | Брайън Андрюс                | Ей Си Брадли                              | 24 декември 2024 г. | 24 декември 2024 г. | Излъчен онлайн      |
| Дейвид Харбър – Алексей Шостаков / Червения пазител Себастиан Стан – Джеймс „Бъки“ Барнс / Зимния войник Лорънс Фишбърн – Бил Фостър / Голиат Пьотр Майкъл – Дрейков Киф Ванденхювъл – Обадая Стейн Неговорещи персонажи: Хауърд Старк, Тони Старк / Железния човек, Стив Роджърс / Капитан Америка, Тор, Наташа Романов / Черната вдовица, Клинт Бартън / Ястребово око |   | |                              |                                           |                     |                     |                     |
| 22 | 4 | Ами ако... Хауърд Патока се беше оженил? ("What If... Howard the Duck Got Hitched?")                              | Стефан Франк                 | Брайън Андрюс, Матю Чанси и Райън Лидъл   | 25 декември 2024 г. | 25 декември 2024 г. | Излъчен онлайн      |
| Сет Грийн – Патока Хауърд Кат Денингс – Дарси Луис Самюел Джаксън – Ник Фюри Кларк Грег – Фил Колсън Крис Хемсуърт – Тор Том Хидълстън – Локи Майкъл Рукър – Йонду Удонта Джеф Голдблум – Ен Дуи Гаст / Властелина Джош Бролин – Танос Рейчъл Хаус – Топаз Том Вогън-Лаулър – Ебони Мау Джаред Бътлър – Каецилиус Стив Френч – Малекит Андрю Моргадо – Лофи Кари Уолгрийн – Карина Дарин Де Пол – Зевс Неговорещи персонажи: Кул Обсидиан, Проксима Миднайт, Дормаму, Бърди                                                            |   | |                              |                                           |                     |                     |                     |
| 23 | 5 | Ами ако... Излюпването беше унищожило Земята? ("What If... the Emergence Destroyed the Earth?")                   | Стефан Франк                 | Брайън Андрюс, Матю Чанси и Райън Лидъл   | 26 декември 2024 г. | 26 декември 2024 г. | Излъчен онлайн      |
| Доминик Торн – Рири Уилямс / Желязното сърце Емили Ванкамп – Шарън Картър / Брокера на сили Теса Томпсън – Брунхилда / Валкирия Алехандро Сааб – Куентин Бек / Мистерио Мишел Уонг – Ийн Нан Кена Рамзи – Окойе Дейвид Чен – Уонг Ди Си Дъглас – Въплътения Дарин Де Пол – Екзекутора Джейсън Айзъкс – Преосвещения Неговорещи персонажи: Вижън, Брок Ръмлоу |   | |                              |                                           |                     |                     |                     |
| 24 | 6 | Ами ако... 1872? ("What If... 1872?")                                                                             | Стефан Франк и Брайън Андрюс | Брайън Андрюс, Матю Чанси и Райън Лидъл   | 27 декември 2024 г. | 27 декември 2024 г. | Излъчен онлайн      |
| Симу Лиу – Су Шан-Чи / Десетте пръстена Хейли Стайнфелд – Кейт Бишоп / Ястребово око Менг'ер Жанг – Су Дзиалин / Kaчулката Уолтън Гогинс – Сони Бърч Уайът Ръсел – Джон Уолкър Джейсън Айзъкс – Преосвещения Неговорещи персонажи: Тор, Локи, Брок Ръмлоу / Кръстосано кости, Ултрон, Въплътения, Екзекутира |   | |                              |                                           |                     |                     |                     |
| 25 | 7 | Ами ако...Наблюдателя беше изчезнал? ("What If... the Watcher Disappeared?")                                      | Стефан Франк                 | Брайън Андрюс, Матю Чанси и Райън Лидъл   | 28 декември 2024 г. | 28 декември 2024 г. | Излъчен онлайн      |
| Хейли Атуел – Пеги Картър / Капитан Картър Девери Джейкъбс – Кахори Алисън Сийли Смит – Ороро Мънро / Буря Наташа Лион – Бърди Патока Рос Маркуанд – Ултрон Джейсън Айзъкс – Преосвещения Ди Си Дъглас – Въплътения Дарин Де Пол – Екзекутора Карън Гилън – Небюла Сет Грийн – Патока Хауърд Кат Денингс – Дарси Луис Тайка Уайтити – Корг Фред Татаскиор – Грут Александра Даниълс – Каръл Денвърс / Капитан Марвел Неговорещи персонажи: Питър Куил / Звездния повелител, Гамора, Дракс Разрушителя, Ен Дуи Гаст / Властелина, Танос |   | |                              |                                           |                     |                     |                     |
| 26 | 8 | Ами ако... Ами ако? ("What If... What If?")                                                                       | Брайън Андрюс                | Брайън Андрюс, Матю Чанси и Райън Лидъл   | 29 декември 2024 г. | 29 декември 2024 г. | Излъчен онлайн      |
| Хейли Атуел – Пеги Картър / Капитан Картър Девери Джейкъбс – Кахори Алисън Сийли Смит – Ороро Мънро / Буря Наташа Лион – Бърди Патока Рос Маркуанд – Ултрон Джейсън Айзъкс – Преосвещения Ди Си Дъглас – Въплътения Дарин Де Пол – Екзекутора Неговорещи персонажи: Стивън Стрейндж / Върховния Стрейндж |   | |                              |                                           |                     |                     |                     |